# Brataj
Brataj é uma comuna (em albanês:  komuna) da Albânia localizada no distrito de Vlorë, prefeitura de Vlorë.